# 索趙士雅
索趙士雅（1905年—1967年1月18日），名正嚴，四川溫江人，她是四川瓦寺宣慰司第二十四代宣慰使索觀澐的夫人，其子年幼時，由其代理土司。民國37年（1948年）在四川邊疆地區民族當選第一屆立法委員。時汶川縣長祝世德贊她是“為人善辭，工應對，尚識大體，縣裡舉辦各項公益事業，亦熱心贊助”。

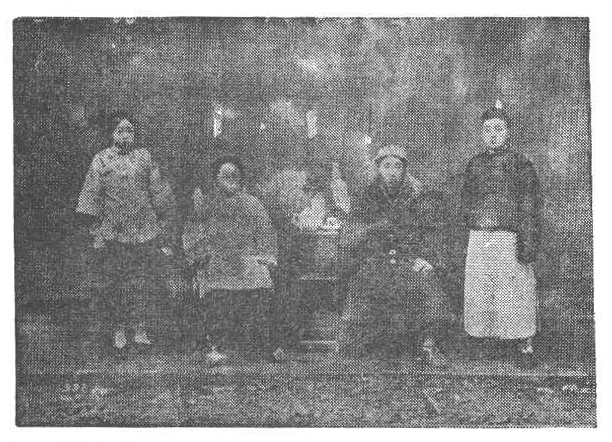
瓦寺宣慰使司第二十三代索代賡及土婦索璋與第二十四代宣慰使及土婦索趙士雅

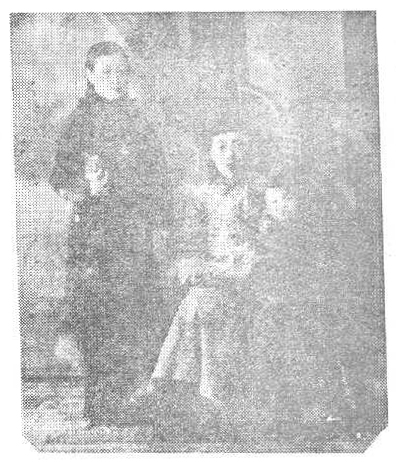
瓦寺宣慰使司第二十四代宣慰使索觀澐及妻索趙士雅與子第二十五代宣慰使索國光

## 生平[1][2][3][4][5][6][7]
- 幼年就讀于成都司法學校。
- 廿二歲嫁四川瓦寺宣慰司第二十四代宣慰使（從三品）索觀澐。嫁索土司後，因嘉戎諸部的婦女歷史上具有獨特的地位：婚姻自主；勞動主力，“女主外，男主內”，故對外交涉、統領山寨就都由她管理。
- 民國廿九年（1940年）六月，索觀澐因患腎結核病逝，年僅36歲，其子索國光承襲為第二十五代土司，當時才七歲。由母親趙士雅代行土司職權（代辦，土司需十五歲方能襲職，為明清以來定制[8]）。
- 民國三十年（1941年），時任國民政府監察院長于右任，巡視川西北，索趙士雅持舊族譜《功勳紀略》以示，其間于右任作有「汶川紀行詩」七首。其六世代忠貞且勉之，天生才傑本無私。英英能字承家業，塗禹山前九歲兒。（于氏自注：塗禹山土司（酋長）索國光來謁，年九歲，甚英敏。余題其父訃聞為“世代忠貞”四字。）
- 民國卅五年（1946年），汶川縣婦女聯合會（簡稱婦委會）成立，索趙士雅任第一屆婦委會理事[9]
- 民國卅五年（1946年）12月2日，中國青年黨汶川縣委員會成立，索趙士雅入該黨[10]
- 1950年一1956年，任汶川縣少數民族民主協商委員會（一至五屆）副主任委員（副主席）。
- 1956年一1967年，任阿壩藏族自治州政治協商委員會（一至五屆）常委。[11]
- 文化大革命開始被批斗，其患有嚴重的肺心病，1967年冬被遊街批鬥時病情加重。
- 1967年1月18日病逝[12]。

## 親屬
- 索代興（索懷仁）：四川瓦寺宣慰司第二十二代宣慰使
- 索代賡（索季皋）：四川瓦寺宣慰司第二十三代宣慰使，索代興弟
- 索觀澐（索海帆）：四川瓦寺宣慰司第二十四代宣慰使，索代賡子
- 索國光（桑朗旺吉）：四川瓦寺宣慰使司第二十五代宣慰使，索觀雲子
- 索觀瀛（索海寰，桑朗澤讓）：卓克基長官司長官使（從六品），索觀雲的堂兄，索代興子。曾任第一屆國民大會代表，全國人民代表大會代表，中國人民政治協商會議代表
- 索觀濤，索觀瀛妹，乾堡寨下孟屯守備沙道剛妻，曾任理縣雜谷腦區副區長，全國人民代表大會代表，四川阿壩藏族羌族自治州政協副主席。